# Jazz... à La Nouvelle Orléans
Albums de Dany Brillant
Dolce Vita
(2001) Casino
(2005)
Jazz... à La Nouvelle Orléans est le sixième album de Dany Brillant, paru en 2004 chez Columbia Records. 
Cet album s'est vendu à 246 700 exemplaires en France. Il fut certifié double disque d'or en 2005 (plus de 200 000 exemplaires vendus),. L'album contient notamment une reprise de Fly Me To The Moon, un grand classique du jazz.

## Titres
Toutes les chansons sont écrites et composées par Dany Brillant sauf mention contraire.
| 1.    | Un jour...                        |             | 4:01 |
| 2.    | Ça l'fait... le Big Band          |             | 3:46 |
| 3.    | Oui ! J'ai besoin de toi          |             | 3:35 |
| 4.    | Tu m'avais dit                    |             | 4:27 |
| 5.    | J'habitais Saint-Germain-des-Près |             | 3:45 |
| 6.    | Je t'attends                      |             | 4:17 |
| 7.    | La Dolce Vita                     |             | 3:57 |
| 8.    | A mon père                        |             | 5:33 |
| 9.    | Comme le jour et la nuit          |             | 4:45 |
| 10.   | Fly Me To The Moon                | Bart Howard | 2:29 |
| 40:58 |                                   |             |      |

## Musiciens
- Basse : Laurent Vernerey (7)
- Batterie : Arthur II Latin
- Contrebasse : Neal Caine (sauf 7)
- Guitare : Dany Brillant
- Percussions : Bill Summers (sauf 7), François Constantin (7)
- Piano : Matt Lemmler
- Saxophone : Ned Gould, Eric Traub, John A. Ellis, Stephen Riley, Jason E. Mingledorff
- Trombone : Mark Mullins, Steve Suter, Craig Klein, Brian O'Neill
- Trompette : Leroy Jones, Robert M. Campo, Charles A. Arnold, James E. Webster, Philippe Slominski (8)
- Violon : Lauren Harms Lemmler, Karen Sanno, Ann Taylor, Amy L. Thiaville, Rachel W. Jordan, Ingrid Roberts, Matthew J. Rhody, Carolyn Anderson, Richard Woehrle, Bruce M. Owen
- Violoncelle : Karen Ray, Jonathan R. Gerhardt

## Crédits
- Réalisation : Tracey Freeman
- Arrangements : Matt Lemmler
- Ingénieurs du son : Steve Reynolds (Ultrasonic), Mark Bingham assisté de Wesley Fontenot (Piety Street Recording)
- Mixage : Éric Berdeaux

## Classement hebdomadaire et certifications
| Pays                         | Meilleure position | Certification |
| ---------------------------- | ------------------ | ------------- |
| France (SNEP)                | 5                  | Or            |
| Belgique (Wallonie Ultratop) | 9                  |               |